# Garrett Oliver

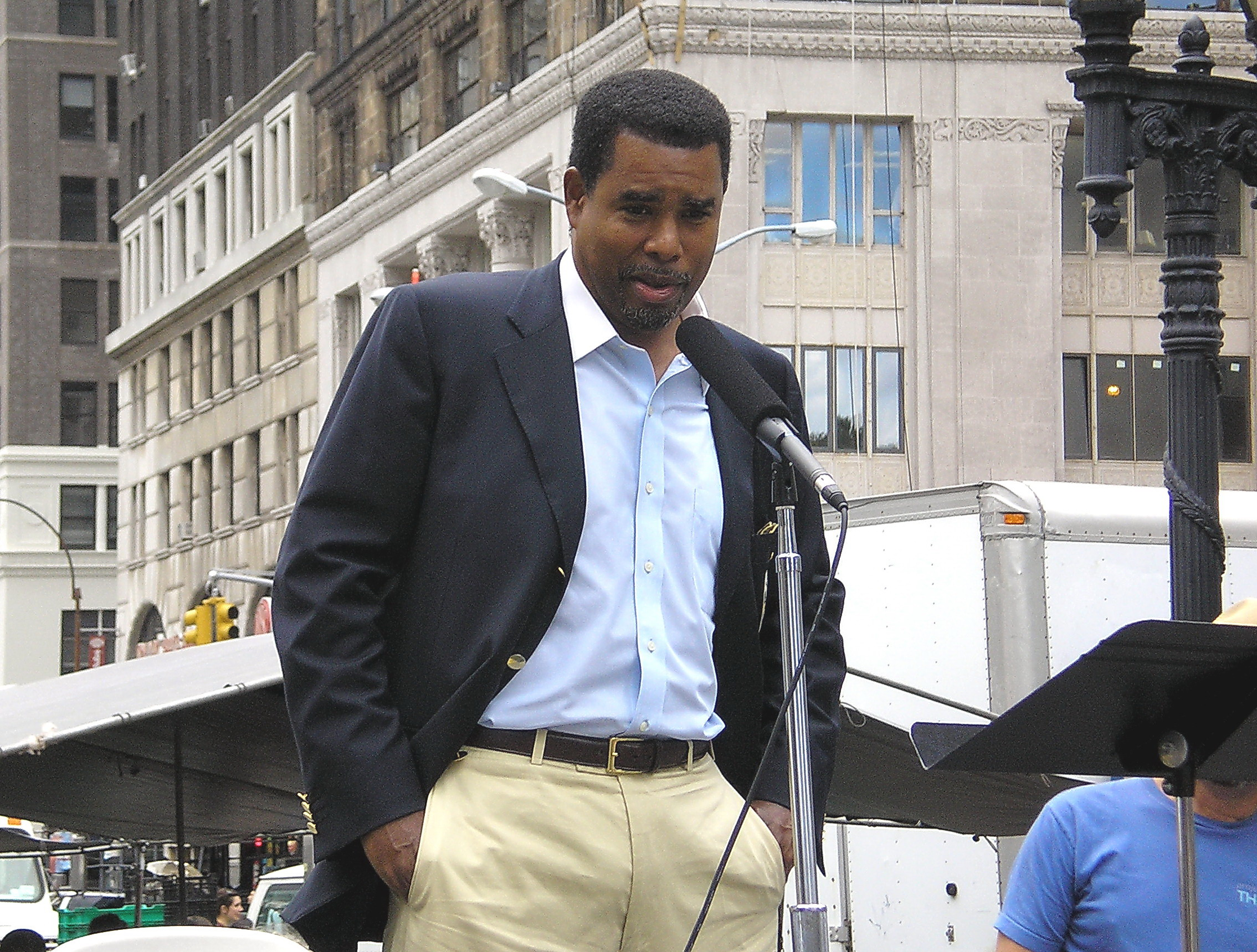
Garrett Oliver (2006)

Garrett Oliver (* 29. Juli 1962 in Hollis  New York City, USA) ist ein US-amerikanischer Brauer und Sachbuchautor.

## Leben
Oliver wuchs auf in New York bei seinem Vater, der sich für Jagen und Kochen begeisterte.
An der Boston University machte Oliver eine Ausbildung als Filmemacher; während des Studiums organisierte er Konzerte bekannter Bands. Nach dem Abschluss des Studiums erhielt er ein Jahr lang eine Zusatzqualifikation für Stage-Managing von Musikgruppen an der Universität London und reiste währenddessen auch durch das kontinentale Europa in Länder wie Belgien, West-Deutschland und Tschechoslowakei, um unterschiedliche Bierkulturen kennen zu lernen. Nach der Rückkehr in die USA 1983 begann er als Hobbybrauer diese Erfahrungen zu verarbeiten. Gleichzeitig jobbte er bei Home Box Office und einer Filmrechtsfirma.
1989 wurde Oliver bei der Manhattan Brewing Company of New York als Brauer eingestellt; 1993 wurde er dort zum Braumeister. 1994 wechselte er zur Brooklyn Brewery und begann, sich in der Slow-Food-Bewegung zu engagieren.
2012 wurde Oliver vom Institute of Brewing and Distilling ausgezeichnet als „International Beer Champion“ und „Honorary Beer Academy Sommelier“.

## Veröffentlichungen (Auswahl)
- 2003: The Brewmaster's Table: Discovering the Pleasures of Real Beer with Real Food.
- 2011: The Oxford Companion to Beer.